# Dünsen
Dünsen is een gemeente in de Duitse deelstaat Nedersaksen. De gemeente maakt deel uit van de Samtgemeinde Harpstedt in het Landkreis Oldenburg. Dünsen telt 1.158 inwoners.
Zie verder: Samtgemeinde Harpstedt. 
- Virtual International Authority File: 314883985
- WorldCat: E39PCjCFqFTXvDqT66XRXpMmJP

Beckeln · 
Colnrade · 
Dötlingen · 
Dünsen · 
Ganderkesee · 
Groß Ippener · 
Großenkneten · 
Harpstedt · 
Hatten · 
Hude (Oldb) · 
Kirchseelte · 
Prinzhöfte · 
Wardenburg · 
Wildeshausen · 
Winkelsett